# Melicope madagascariensis
Melicope madagascariensis är en vinruteväxtart som först beskrevs av John Gilbert Baker, och fick sitt nu gällande namn av Thomas Gordon Hartley. Melicope madagascariensis ingår i släktet Melicope och familjen vinruteväxter. Inga underarter finns listade i Catalogue of Life.